# Krigsåret 1904

## Pågående krig
- Filippinsk-amerikanska kriget (1898-1913)

- Folkmordet på herero- och namafolken (1904-1907)

- Rysk-japanska kriget (1904-1905)[1]
  - Ryssland på ena sidan
  - Japan på andra sidan

## Händelser

### Januari
- 12 - Hererofolket reser sig mot sina tyska förtryckare i Tyska Sydvästafrika. Tysklands reaktion blir inledningen på folkmordet på herero- och namafolken.

### Februari
- 6 - Japanska sändebudet i Sankt Petersburg och ryska sändebudet i Tokyo hemkallas.
- 8 - Rysk-japanska kriget inleds med ett japanskt överraskningsanfall på den ryska flottan i Port Arthur i Manchuriet.

### April
- 13 - Den ryske amiralen Stepan Makarov i Port Arthur dödas ombord på slagskeppet Petropavlovsk av en sjömina.

### Maj
- 1 - Slaget vid Yalufloden inleds sedan japanska trupper korsat Yalufloden Rysk-japanska kriget.
- 25 - Slaget vid Nanshan mellan ryska och japanska trupper i Rysk-japanska kriget.

### Augusti
- 11-12 augusti - Tyska hären under general Lothar von Trotha besegrar hereros i Slaget vid Waterberg. De besegrade drevs ut i öknen för att dö.
- 14 - Kamimura besegrar Vladivostokeskadern vid Tsuschima.[2]
- 20 - Ryska kryssaren Novik skjuts i sank.[2]
- 26 - Japanerna driver ryssarna ur deras ställningar vid Anschanschan och Linejanschan.[2]
- 30 augusti-4 september Marskalk Oyama Iwao besegrar Aleksej Kuropatkin vid Ljaojang.

### September
- 7 - En brittisk militärexpedition invaderar Tibet.

### Oktober
- 10-17 oktober - Japanerna under Oyama Iwao besegrar ryssarna vid Jentaj.
- 21 - Ryska Östersjöflottan beskjuter i Skagerack svenska ångfartyget Aldebaran.
- 22 - Ryska Östersjöflottan skjuter vid Doggers bankar två brittiska fiskefartyg i sank, i tron att de är japanska torpedbåtar. 2 fiskare dödas och 29 skadas.

### Fotnoter
1. ↑  ”World Statesmen”. http://www.worldstatesmen.org/WARS.html. Läst 28 juni 2011.
2. 1 2 3  Almanack för alla 1911